# Sexy Devil
 (décembre 2016).
Si vous disposez d'ouvrages ou d'articles de référence ou si vous connaissez des sites web de qualité traitant du thème abordé ici, merci de compléter l'article en donnant les références utiles à sa vérifiabilité et en les liant à la section « Notes et références ».
Pour plus de détails, voir Fiche technique et Distribution.
Sexy Devil (Shortcut to happiness) est un film américain et réalisé par Alec Baldwin et sorti en 2004. Il s'agit d'une adaptation de la nouvelle Le Diable et Daniel Webster et la pièce de théâtre Scratch de Archibald MacLeish.
Tourné début 2001 à New York, la production a connu des difficultés financières et le film a été mis de côté pendant plusieurs années. 
Présenté le 23 Avril 2004 au World Cinema Naples Film Festival, à Naples, en Italie, Yari Film Group l'a finalement acheté et il est sorti en salles en 2007.

## Synopsis
Jabez Stone est un écrivain qui ne parvient pas à se faire publier. Un jour, le diable lui apparaît sous les traits d'une très belle jeune femme qui lui propose un marché : le succès contre la damnation. Stone accepte, il se rendra compte que les choses sont plus compliquées qu'elles le paraissaient. Au bout de quelques années, il souhaite donc rompre le contrat.

## Fiche technique
Sauf indication contraire, les informations mentionnées dans cette section peuvent être confirmées par la base de données cinématographiques IMDb,  présente dans la section « Liens externes ».
- Réalisation : Alec Baldwin (crédité comme sous le pseudonyme Harry Kirkpatrick)
- Scénario : Pete Dexter, Bill Condon, Nancy Cassaro d'après la nouvelle The Devil and Daniel Webster de Stephen Vincent Benét et la pièce de théâtre Scratch de Archibald MacLeish
- Musique : Ramin Djawadi
- Photographie : Adam Holender
- Montage : John Carter, Mark Winitsky et Jeff Wood
- Production : Alec Baldwin, Jonathan Cornick, Carol Gillson, David Glasser et Adam M. Stone
- Sociétés de production : Yari Film Group, Cutting Edge Entertainment, El Dorado Pictures, Emmett/Furla/Oasis Films et Miracle Entertainment
- Société de distribution : Yari Film Group Releasing (États-Unis)
- Pays de production :  États-Unis
- Genre : comédie dramatique, fantastique
- Durée : 106 minutes
- Dates de sortie[1] :
  - États-Unis : 23 avril 2004 (World Cinema Naples Film Festival)
  - États-Unis : 13 juillet 2007
- Classification[2] :
  - États-Unis : PG-13

## Distribution
- Alec Baldwin (VF : Emmanuel Jacomy) : Jabez Stone
- Jennifer Love Hewitt (VF : Sophie Arthuys) : le Diable
- Anthony Hopkins (VF : Georges Claisse) : Daniel Webster
- Dan Aykroyd (VF : Patrick Préjean) : Julius Jensen
- Kim Cattrall : Constance Hurry
- Jason Patric : Ray
- Amy Poehler : Molly Gilchrest
- Darrell Hammond :
- John Savage : Johnny
- Frank Sivero : Luigi
- Barry Miller : Mike Weiss
- Mike Doyle : Luke
- Kim Zimmer : Patty